# Hrádecký potok (přítok Berounky)
Hrádecký potok je název pravostranného přítoku řeky Berounky. Pramení v Plzni – městské části Červený Hrádek a do Berounky se vlévá v Plzni – městské čtvrti Doubravka. Plocha povodí měří 7,1 km².